# Новоказацкий
Новоказацкий — хутор в Яковлевском городском округе Белгородской области России.
Входит в состав Казацкого сельского поселения.

## География
Расположен на пересечении рек Бутовская и Ворсколец, севернее административного центра — села Казацкое, граничит с селом Триречное. Южнее хутора находится урочище Закрутная.
Через Новоказацкий проходит автомобильная дорога; имеется одна улица без названия.

## Население
| 2002 | 2010 |
| ---- | ---- |
| 21   | ↗29  |